# NGC 132
NGC 132 je galaksija u zviježđu Kit.

## Vanjske poveznice
- SEDS: NGC 0132